# 1350-ті до н. е.

## Правителі
- фараони Єгипту Аменхотеп III та Аменхотеп IV Ехнатон;
- цар Міттані Тушратта;
- цар Ассирії Ашшур-убалліт I;
- цар Вавилонії Бурна-Буріаш II;
- цар Хатті Суппілуліума I.